# Thengo Maloya
Thengo Maloya  (* 1947 in Zomba, Malawi) ist ein malawischer Politiker und Diplomat im Ruhestand.

## Persönliches
Seine Schwester war mit Henry Masauko Blasius Chipembere (1930–1975) verheiratet. Als dieser 1963 mit Auflagen auf freien Fuß gesetzt wurde, trat Thengo Maloya aus Protest gegen die Bewährungsauflagen von seinem Posten als Staatssekretär im Ministry of Natural Resources im Kabinett von Hastings Kamuzu Banda zurück. Seine Tochter ist Diana Maloya.

## Karriere
Nach der Cabinet Crisis of 1964 in Malawi am 7. September 1964 nutzte er die ihm eröffnete Gelegenheit dem Verschwindenlassen zu entweichen. Von 1999 bis 2003 war er Minister für Wohnungswesen, Planung und Umfragen. 2003 war er Mitglied und Sprecher der Nationalversammlung (Malawi) für den nordöstlichen Wahlkreis von Machinga. Von 2006 bis 2007 war er Botschafter in Taipeh. In Peking war er Anfang 2008 Botschafter. Am 12. Mai 2015 nahm er an der Bestattung von Willie Chokani teil.